# Віденський філармонічний оркестр

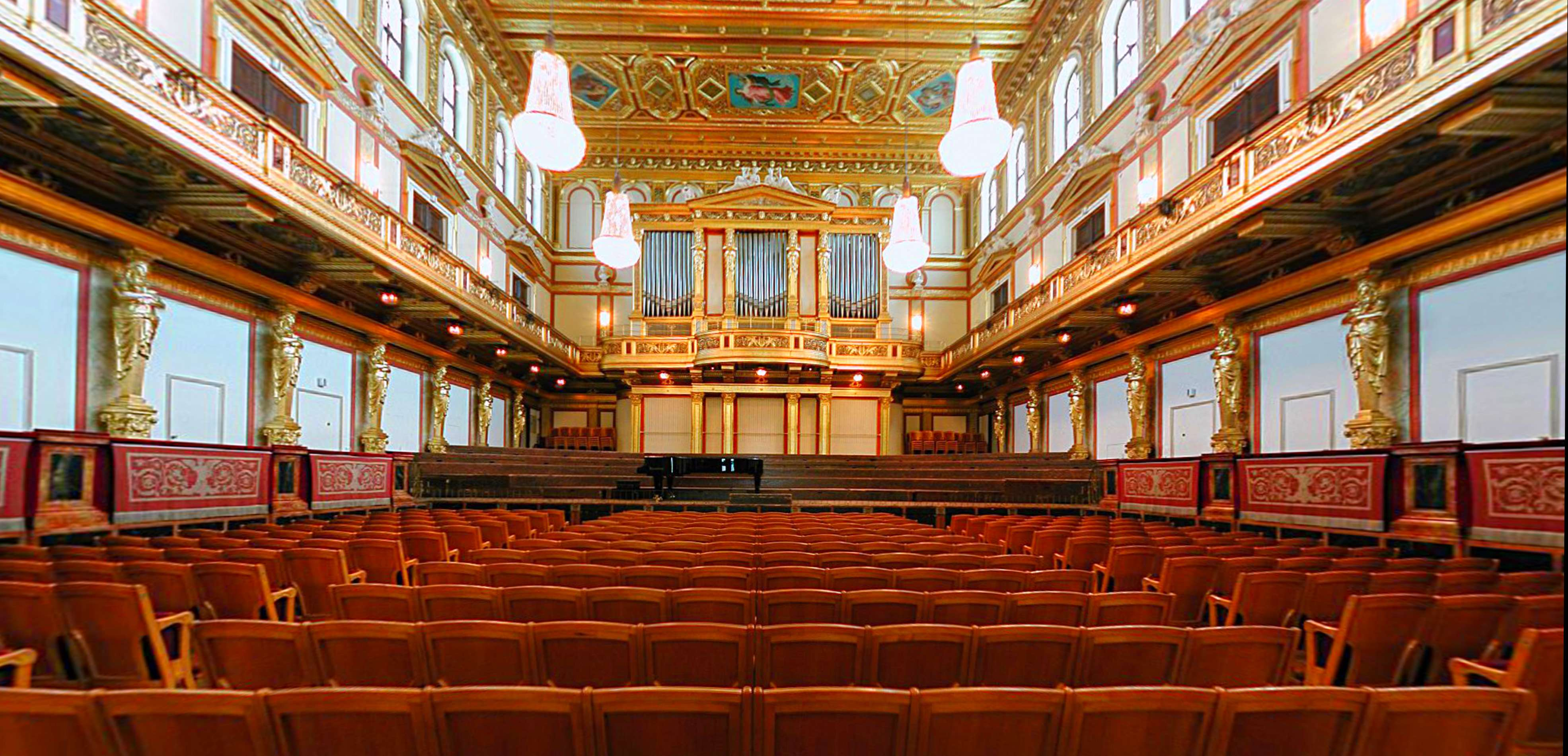
«Золота зала» Віденської філармонії

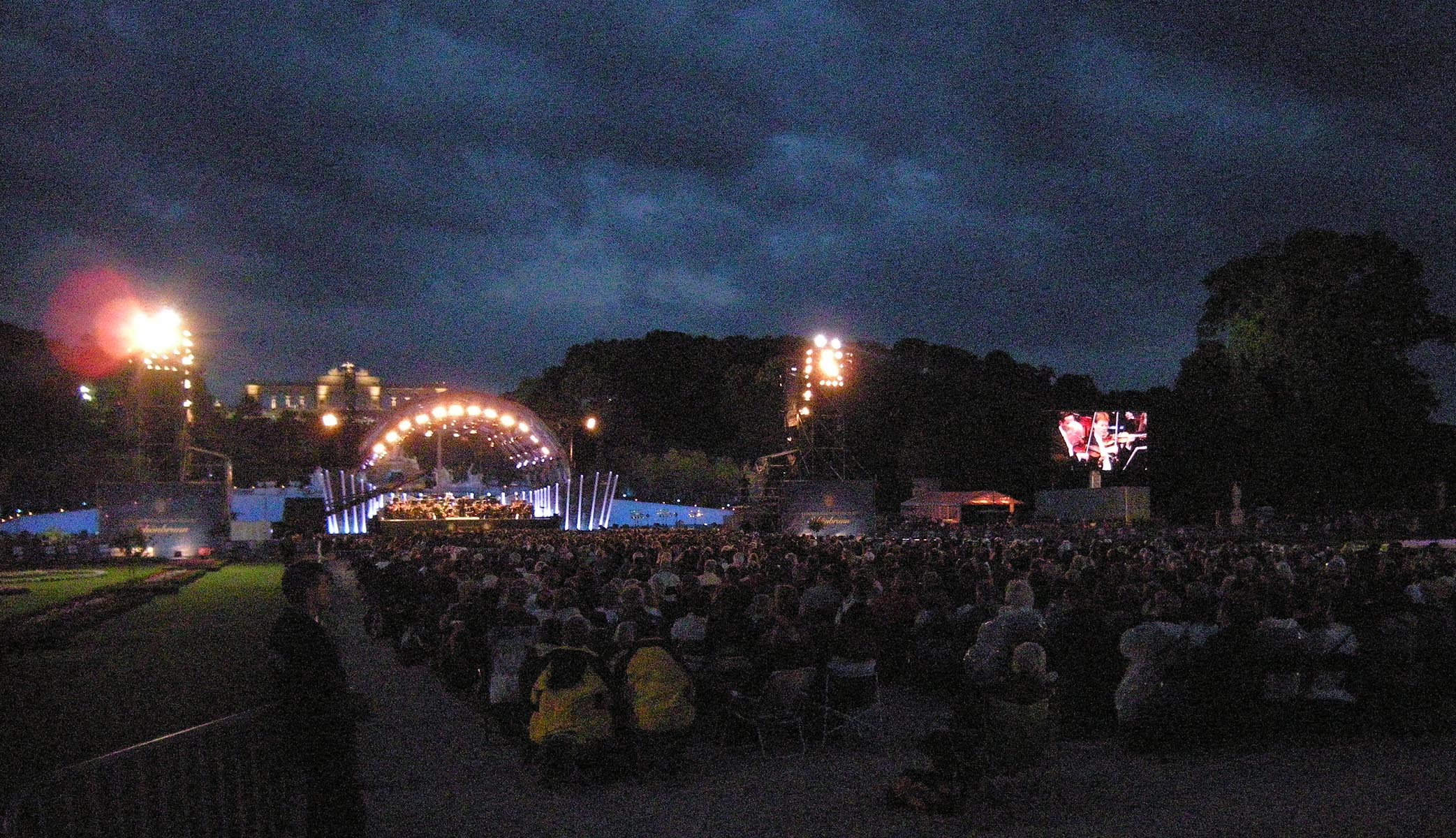
Концерт просто неба. Шенбрунн. 2009

Віденський філармонічний оркестр (нім. «Wiener Philharmoniker») — перший професійний концертний оркестр Австрії, один із найстарших і найкращих оркестрів Європи. Первісна назва — «Оркестровий персонал імператорської придворної опери». Перший концерт відбувся в 1842 під орудою одного із засновників оркестру — О. Ніколаї.
Серед диригентів: Г. Малер, Й. Брамс, Р. Вагнер, А. Брукнер, Р. Штраус, Дж. Верді, Ф. О. Дессоф, X. Ріхтер, Ф. Вейнгартнер. З 1917 року Віденський філармонічний оркестр — офіційний оркестр Зальцбурзького фестивалю.
З 1939 року в межах нацистської пропаганди народилася ідея проведення щорічних новорічних концертів. Згодом ці концерти стали традиційними й відбуваються в «Золотій залі» Віденської філармонії. 1 січня щороку наживо транслюється в понад 90 країнах світу.
З 2004 року Віденська філармонія проводить «Концерт в літню ніч» в унікальній атмосфері просто неба садів палацу Шенбрунн у Відні.